# Hallgrímur Helgason

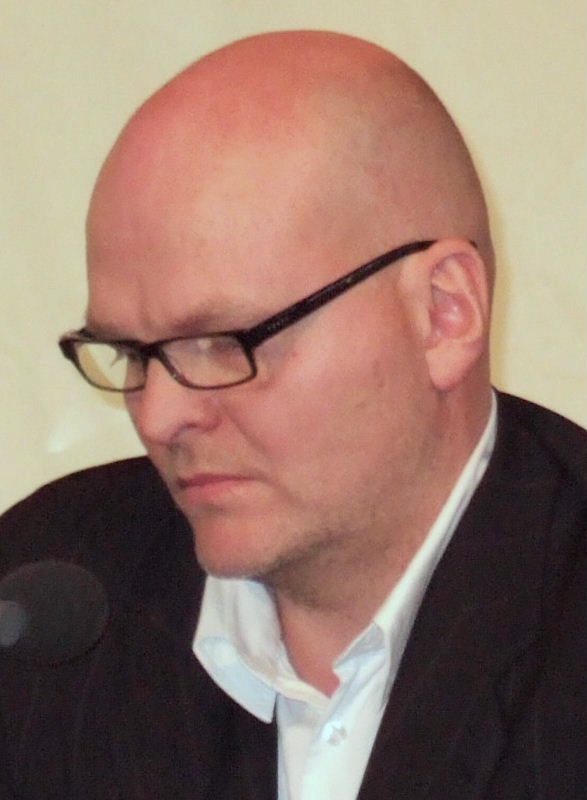
Hallgrímur Helgason

Hallgrímur Helgason (Reykjavik, 18 februari 1959) is een IJslandse schrijver en schilder.
Zijn debuutroman Hella verscheen in 1990, maar hij is vooral bekend geworden door het boek 101 Reykjavík dat ook verfilmd is.